# Albert Benoist
Albert Benoist est un homme politique français né le 11 juin 1842 à Saint-Mathurin (Maine-et-Loire) et décédé le 2 septembre 1910 à Angers (Maine-et-Loire).
Clerc de notaire, il est nommé sous-préfet de Beaugé après le 4 septembre 1870. Il est député de Maine-et-Loire de 1876 à 1885, inscrit au groupe de l'Union républicaine. Il est l'un des 363 qui refusent la confiance au gouvernement de Broglie, le 16 mai 1877. 

## Sources
- « Albert Benoist », dans Adolphe Robert et Gaston Cougny, Dictionnaire des parlementaires français, Edgar Bourloton, 1889-1891 [détail de l’édition]